# Xestia sexstrigata
Xestia sexstrigata là một loài bướm đêm trong họ Noctuidae.

## Hình ảnh

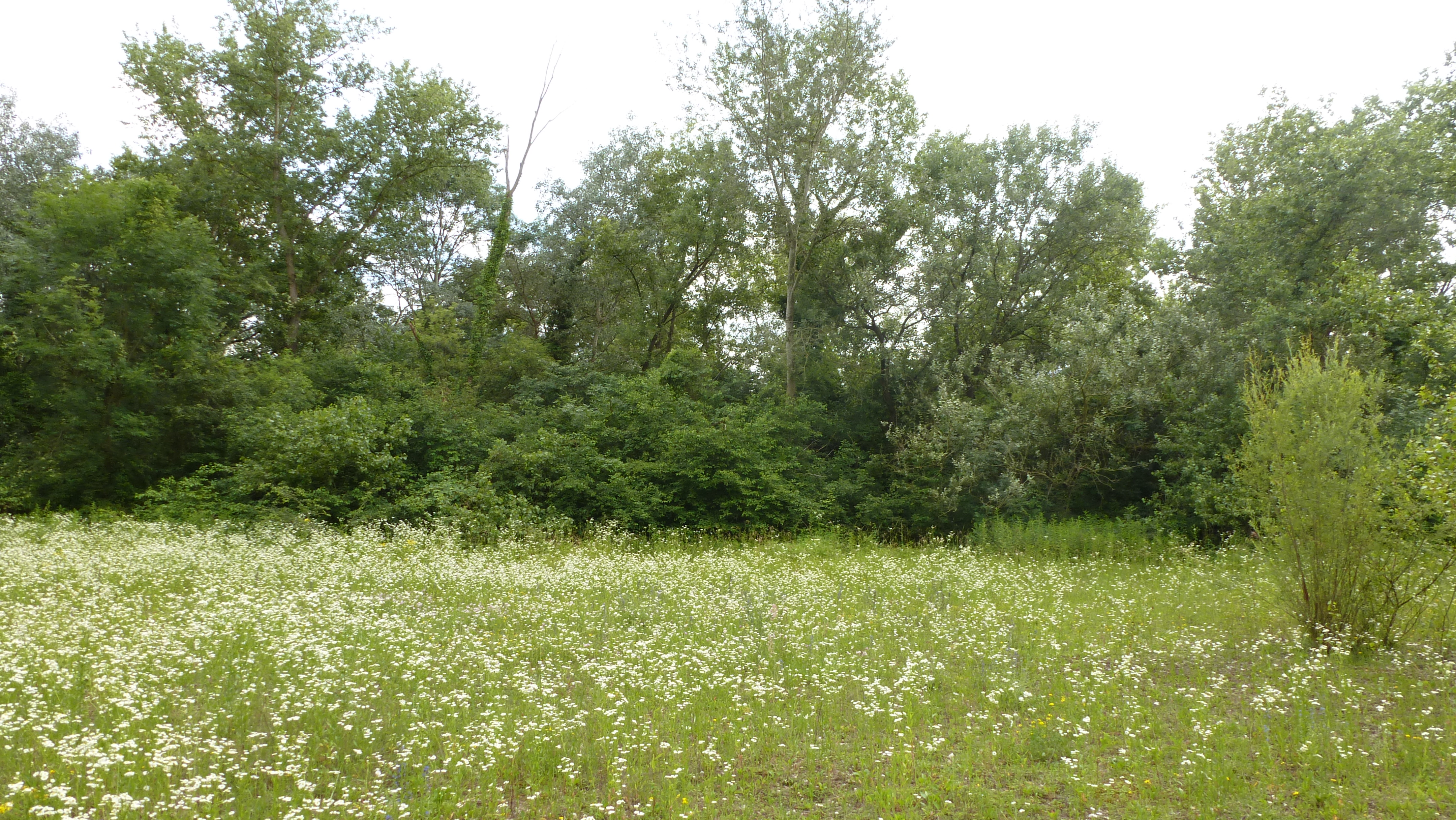
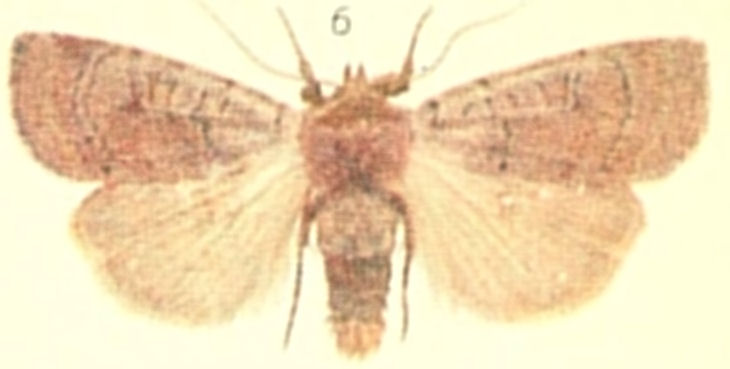
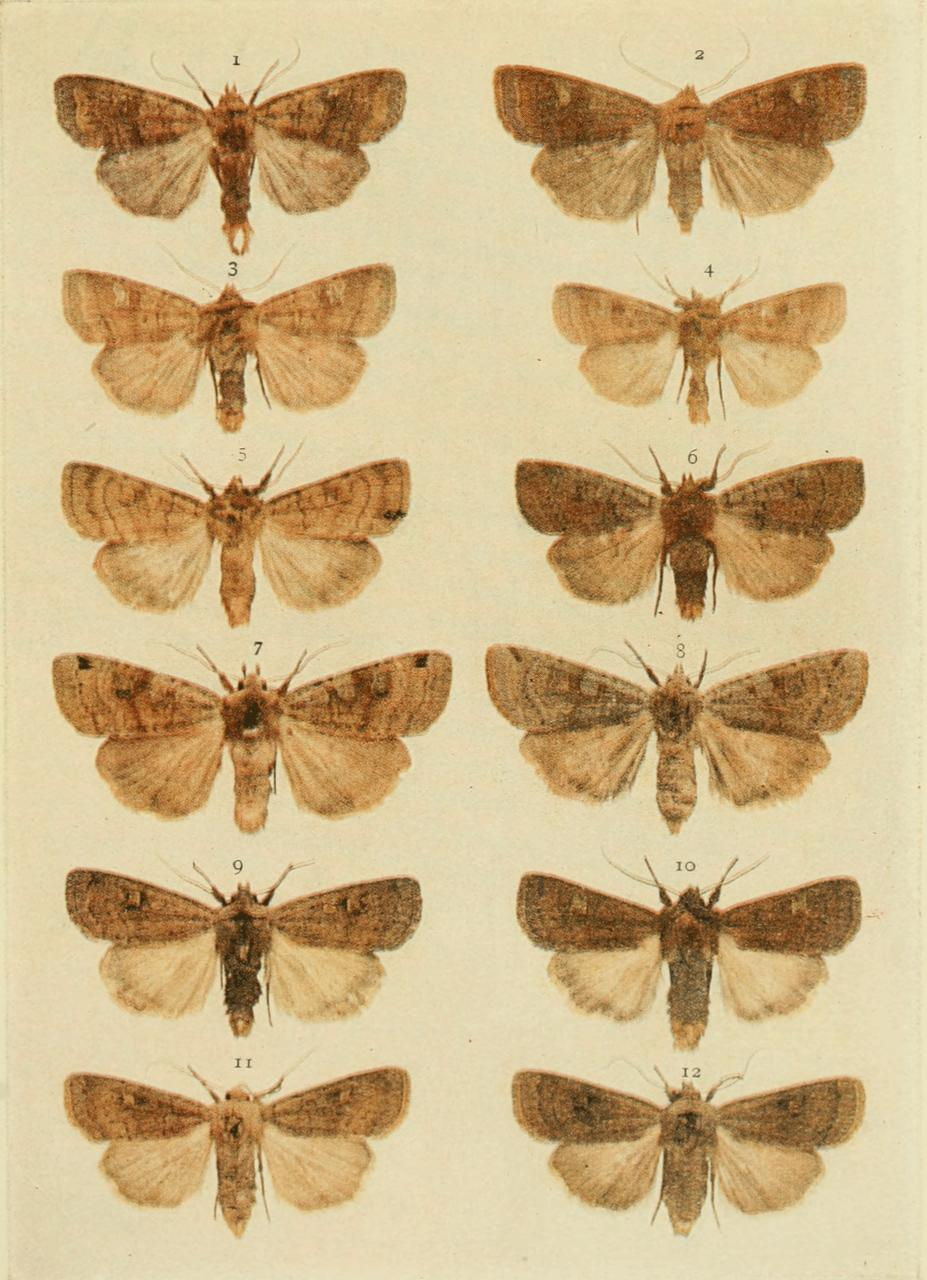
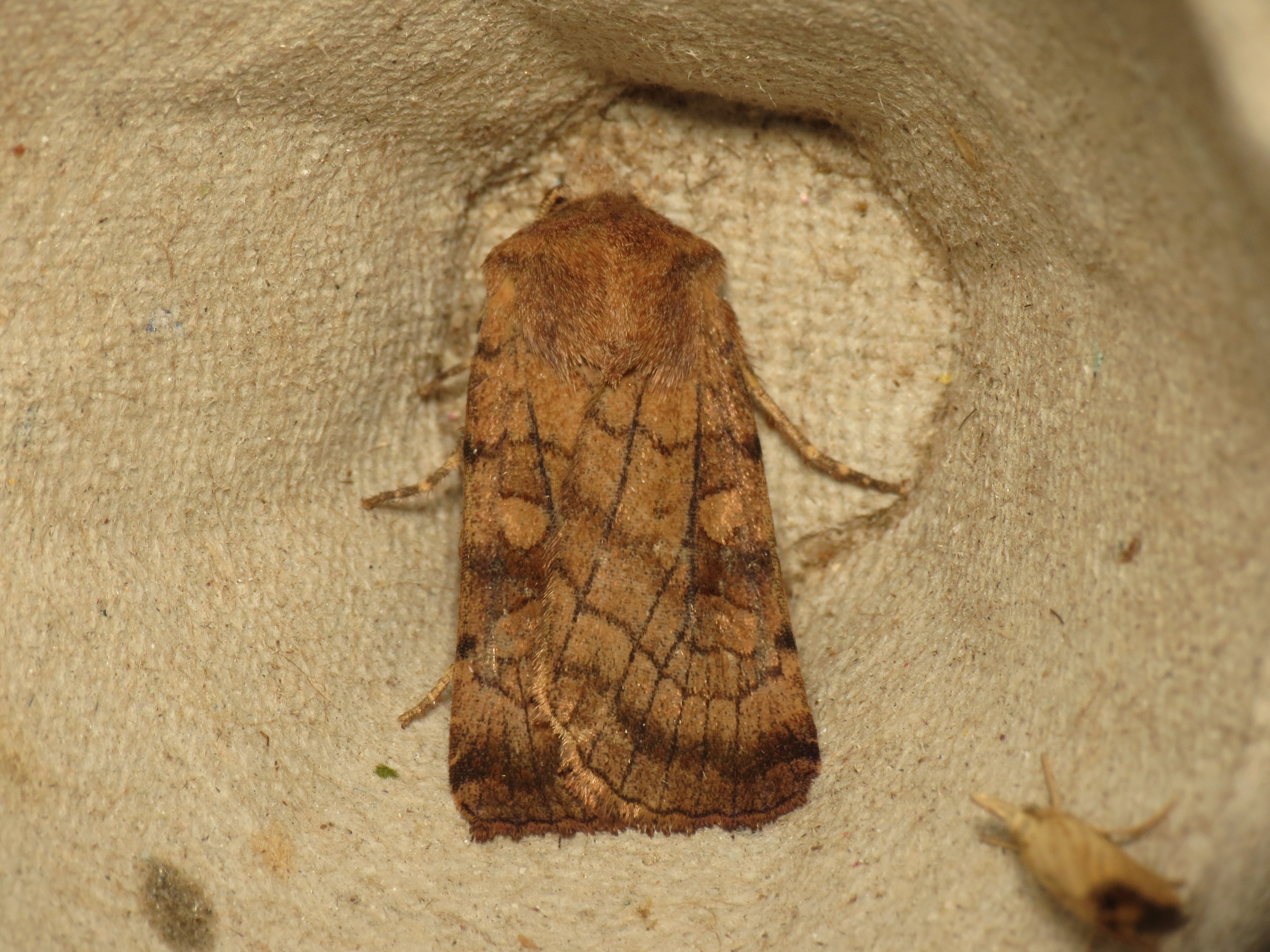